# Johannes Brockmann

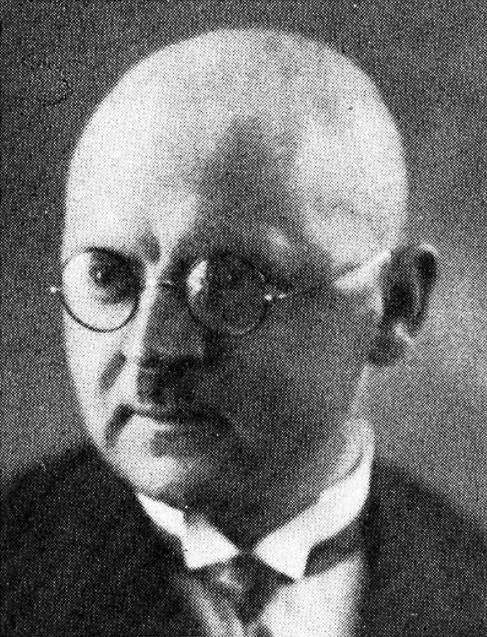
Johannes Brockmann.

Johannes Brockmann (Paderborn, 17 juli 1888 - Rinkerode, gem. Drensteinfurt, 14 december 1975) was een Duits christendemocratisch politicus. 
Van 1925 tot 1933 was hij voor de Zentrumspartei (Centrum-partij) lid van de Pruisische Landdag. In 1933 werd hij door de nazi's uit al zijn functies gezet. Tot het einde van de oorlog was hij werkzaam als leraar op katholieke scholen. Na de Aanslag op Hitler in juli 1944 nam hij contact op met het verzet.
Na de Tweede Wereldoorlog werd Brockmann in de Landdag van Noordrijn-Westfalen gekozen. Van 1946 tot 1948 was hij bondsvoorzitter van de Zentrumspartei en van 1948 tot 1949 tevens lid van de Parlementaire Raad. Van 1953 tot 1957 was hij lid van de Bondsdag. Van 1953 tot 1969 was hij opnieuw voorzitter van de Zentrumspartei.
- Gemeinsame Normdatei: 124748317
- Virtual International Authority File: 195321530
- WorldCat: E39PBJgxtTTK4KKcqFYGBYg3Qq